# Istunka

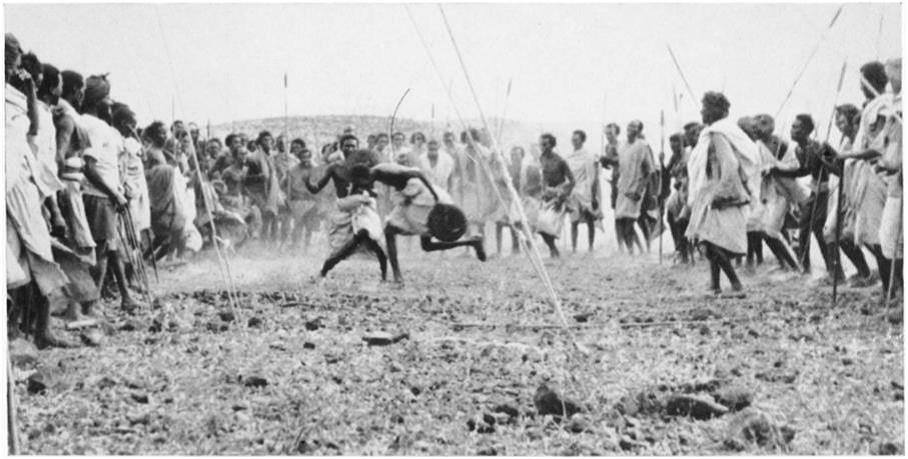
Uno scontro simulato durante il festival dell'Istunka.

Istunka, chiamato anche isgaraac, è un festival annuale di arti marziali che si tiene nella città di Afgooye, in Somalia, durante il nuovo anno somalo., alla fine della stagione secca (settembre-ottobre) ed è parte integrante del festival del Dabshid (l'Accensione del Fuoco), festività che dà inizio al nuovo anno somalo. Il torneo fu introdotto durante il Medioevo nello Stato Ajuuraan e fu "standardizzato" sotto il sultano Ahmed Yusuf durante il XIX secolo nella Dinastia Gobroon.

## Storia
Il torneo Istunka fu sviluppato nel periodo Ajuuraan e fu celebrato successivamente in ogni nuovo anno somalo insieme ad altri festival come per esempio il Nowruz. Si pensa che ebbe origine per commemorare un'antica battaglia combattuta per decidere quale clan potesse utilizzare il fiume durante la stagione secca. Un'altra ipotesi prevede che il torneo si sia sviluppato come un'esercitazione per tenere in forma i guerrieri di un clan in attesa degli attacchi dei clan rivali. Il festival dell'arte marziale divenne un torneo centralizzato durante l'epoca del Sultanato di Gheledi, con squadre separate e supportato da assemblee di poeti, cantanti femminili e gruppi di ballo per tutta la sua durata. Nell'era contemporanea, il festival si è evoluto in un'attrazione locale, in particolare durante gli anni Settanta e Ottanta. Oggi è ancora praticato annualmente nella regione meridionale di Afgoi.

## Evento
Il torneo consiste in una finta lotta tra le persone che risiedono sulle rive opposte del fiume Uebi Scebeli, che attraversa la città di Afogi. Simboleggiando la difesa della propria comunità e l'onore, coincide con l'inizio della stagione del raccolto. Era credenza che il mancato combattimento nel rituale comportasse disgrazie e cattivi presagi come carestie e peste e che queste ultime avrebbero reso gran parte delle donne incapaci di concepire. L'Istunka era originariamente eseguita in piena attrezzatura da combattimento, con asce da battaglia, spade e pugnali. Tuttavia, per ragioni di sicurezza, gli organizzatori hanno poi sostituito queste armi con grandi bastoni o manganelli. Il torneo si compone di tanti team impegnati in combattimenti simulati, viene celebrato insieme ad altre cerimonie come il Dabshid.